# فسقية الفندري
فسقية الفندري أو فسقية برج القصر واحدة من أقدم فسقيات المدينة العتيقة بصفاقس. و هي أكبر واحدة بها.

## موقعها
توجد الفسقية بالقرب من برج القصر. 

## تاريخها
يعود تاريخ بناء الفسقية إلى القرن التاسع خلال فترة حكم الأميرين الأغلبيين أبي العباس محمد الأول و أبي إبراهيم أحمد الأغلبي. و بذلك يكون بناءها مزامنا إلى تاسيس سور صفاقس و الجامع الكبير.
تم اكتشافها سنة 1995 تحت الاسفلت ومنشئات الشركة الوطنية للنقل بصفاقس. و حسب دراسات الباحثين، فإنها من أقدم المنشئات المائية بصفاقس. و هدفها الأساسي كان تزويد سكان المدينة بالماء الصالح للشراب.
فقدت الفسقية دورها في القرن 12م أو13م ببناء مواجل الناصرية التي أصبحت المصدر الأول للمياه لصفاقس.
و قد اتخذت اسمها من العائلة الصفاقسية الفندري. و قد كانت تلقب بعين الفندري سنة 1881 ثم خزان الفندري سنة 1929. 

## هندستها
تتكون الفسقية من حوضين الأول قطره 10 متر والثالي 33 متر.